# 阿里·西斯塔尼
赛义德·阿里·侯赛因·西斯塔尼（1930年8月4日—），通常被称为大阿亚图拉西斯塔尼，是伊拉克最有影响力的什叶派十二伊玛目派教徒之一，也是纳杰夫许多神学院的校长。他被描述为伊拉克什叶派穆斯林的精神领袖和什叶派伊斯兰教最资深的神职人员之一。自2009年以来，他一直被收录在《穆斯林500人：世界上最具影响力的穆斯林》的所有版本中，大多进入前10名。他是最新版本中提到的8个马尔贾之一。2005年，西斯塔尼跻身世界知识分子100强。在2005年和2014年，他还因致力于建立和平而获得诺贝尔奖提名。

## 经历

### 早年
西斯塔尼出生于1930年的一个宗教神职人员家庭，他们的根源可以追溯到先知穆罕默德的孙子侯赛因·伊本·阿里。他的父亲是穆罕默德·巴格尔·西斯塔尼。西斯塔尼声称自己出生在伊朗的马什哈德。
西斯塔尼从小就开始接受宗教教育，先是在马什哈德他父亲的哈瓦扎，后来在库姆继续学业。在库姆，他师从大阿亚图拉侯赛因·布鲁耶尔迪。1951年晚些时候，西斯塔尼前往伊拉克，在大阿亚图拉阿布·卡西姆·阿尔-科伊的指导下，在纳贾夫学习。西斯塔尼于1960年晋升为烏蘇勒派的穆智台希德。西斯塔尼在31岁还非常年轻的时候达到了高级神职人员的水平，也就是伊智提哈德的水平，这允许他在宗教问题上通过自己的判断而做决定。
他有一个儿子叫穆罕默德-李查·西斯塔尼。

### 大阿亚图拉

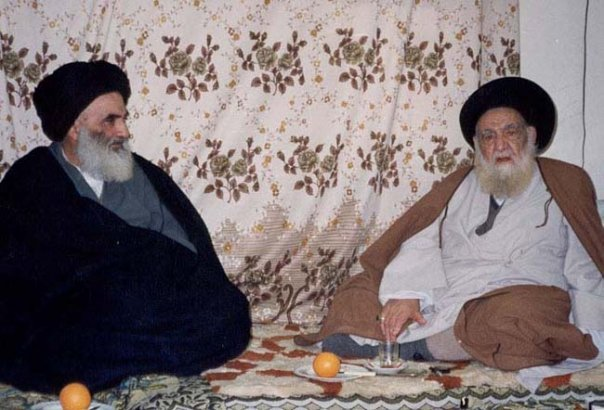
西斯塔尼和阿布·卡西姆·科伊

1992年大阿亚图拉霍伊去世后，西斯塔尼通过传统的同辈认可成为大阿亚图拉。他作为霍伊的继承者的角色在他为霍伊主持葬礼祈祷时得到象征性的巩固，他也继承了霍伊的大部分网络和追随者，尽管有许多什叶派继续追随霍伊。

### 阿拉伯復興社會黨
在萨达姆·侯赛因通过阿拉伯复兴社会党统治伊拉克的那些年里，西斯塔尼没有受到阿拉伯复兴社会党暴力镇压和迫害的影响。1999年，包括萨德尔在内的许多神职人员在那次迫害中丧生。他的前任霍伊在国家电视台上与萨达姆坐了下来进行了一次节目。1992年大阿亚图拉霍伊去世后，西斯塔尼成为了在萨达姆统治下领导什叶派人民的著名什叶派神职人员，尽管西斯塔尼的清真寺在1994年被关闭，直到以美国为首的军队于2003年入侵伊拉克后才重新开放。

### 在当代伊拉克的角色
自从阿拉伯复兴社会党被推翻后，西斯塔尼在地区宗教和政治事务中发挥了越来越突出的作用，被称为美军入侵伊拉克后“最有影响力”的人物。
美国入侵伊拉克后不久，西斯塔尼发布了一份教令，建议什叶派神职人员参与政治，以便更好地引导伊拉克人民做出“更明确的决定”，并打击“政治宣传”。随着2003年夏天的临近，西斯塔尼和他的追随者开始向占领军请愿，要求召开制宪会议。后来，西斯塔尼呼吁人民进行民主投票，以组建过渡政府。观察人士称此举将直接导致什叶派对伊拉克政府的政治统治，因为什叶派穆斯林占伊拉克总人口的65%。随后，西斯塔尼批评建立伊拉克政府的计划不够民主。
2004年8月初，西斯塔尼经历了与先前诊断的心脏疾病相关的严重并发症。他去伦敦接受治疗。据报道，这是几十年来西斯塔尼第一次离开伊拉克，部分原因可能是人们越来越担心他在宗派暴力中的安全。尽管仍在恢复中，西斯塔尼本月晚些时候回到纳贾夫的伊玛目阿里清真寺，促成了军事休战。在那里，穆克塔达·萨德尔和马赫迪军队被美国和伊拉克军队逼入绝境。萨德尔从2004年开始通过一系列独立的军事行动迅速崛起，此后一直积极挑战西斯塔尼在该地区对什叶派更进步的影响力。
据报道，西斯塔尼的法令为伊拉克什叶派参加2005年1月的选举提供了许多理由——他在2004年10月1日的一份声明中敦促伊拉克人承认选举是一个“重要的事情”，此外，西斯塔尼要求选举是“自由和公正的……”所有伊拉克人的参与。”不久之后，西斯塔尼发布了一项教令，警告什叶派妇女，她们在宗教上有义务参加选举，即使她们的丈夫禁止她们投票。西斯塔尼在一份发表的声明中说:“确实，在选举日前往投票中心的妇女就像前往卡尔巴拉的扎伊纳布一样。”
他一直敦促伊拉克什叶派不要以同样的方式回应逊尼派萨拉菲斯特的袭击，这种袭击在伊拉克的一些由逊尼派占主导地位的地区很常见，比如巴格达以南被称为“死亡三角”的地区。即使在2006年2月萨马拉什叶派清真寺被摧毁之后，他的神职人员和布道者网络仍在敦促人们保持冷静，并告诉他们的追随者，“杀害他们的不是他们的逊尼派邻居，而是外国的瓦哈比人。”清真寺被炸后，西斯塔尼呼吁团结，这有助于控制潜在的危险局势，防止该国陷入血腥的宗派战争。2007年，同样的清真寺再次被炸毁时，西斯塔尼也做了同样的事情。
2007年1月29日，三名天堂戰士武装分子在他办公室附近的一家酒店被抓获，这挫败了一起暗杀西斯塔尼的阴谋。据信，这是针对纳杰夫多处目标的大规模袭击的一部分。
2005年，在一项在线公开投票中，阿里·西斯塔尼被《展望》(英国)和《外交政策》(美国)杂志评选的全球100名公共知识分子中，排名第30位。
2014年6月13日，西斯塔尼呼吁伊拉克人支持政府打击“伊拉克和黎凡特伊斯兰国”武装组织，该组织已经占领了摩苏尔和提克里特，并威胁着巴格达。2014年6月晚些时候，西斯塔尼修改了他的声明，发布了一项追杀令，呼吁“公民保卫国家、人民、公民的荣誉和神圣的地方”，对抗伊拉克和黎凡特伊斯兰国恐怖组织。

### 对什叶派的赞助
作为纳杰夫的最高领袖，西斯塔尼掌管着数百万美元的资金。西斯塔尼的追随者将他们收入的一部分(十分之一)捐献给他，用于教育和慈善目的。西斯塔尼的办公室报告说，它在库姆支持35000名学生，马什哈德支持10000名，伊斯法罕支持4000名。它还监督一个代表网络并让他们在从基尔库克到巴士拉的社区、清真寺、集市和神学院宣传他(西斯塔尼)的观点。
此外，西斯塔尼在世界各地的什叶派社区拥有大量追随者，是什叶派穆斯林十二伊玛目教派的大马尔贾。在伊朗，由于入侵后伊拉克城市纳杰夫和卡尔巴拉对伊朗人开放，据说许多伊朗人作为西斯塔尼的支持者从伊拉克朝圣归来。

## 批评和争议

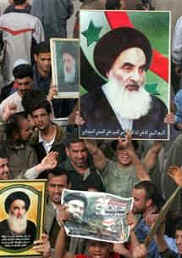
抗议者在抗议半島電視台

### 半岛电视台
2007年5月，数百名什叶派人士在巴士拉和纳杰夫公开示威，抗议电视节目主持人兼记者曼苏尔在卡塔尔半岛电视台节目中发表的言论。曼苏尔在介绍贝拉·霍杜德时，对西斯塔尼的领导能力表示怀疑，并向他的客人什叶派神职人员贾瓦德·卡尔西提出了有关这位伊拉克出生的神职人员的问题。曼苏尔还指出，西斯塔尼不了解伊拉克当前的问题，也不了解战后的普遍状况，他还声称，西斯塔尼的政令基本上是由助手撰写和传播的。在另一个问题上，曼苏尔问卡尔西，美国是否在利用伊拉克政界人士和西斯塔尼来促进西方在伊拉克的利益。

### 沙特阿拉伯神职人员
2010年1月，在一次星期五布道中，沙特阿拉伯的神职人员Mohamad al-Arefe激烈地批评了西斯塔尼，称他为“无神论者”，并将他的行为描述为“堕落”。他的言论引起了他在伊拉克、库姆和黎巴嫩的追随者的抗议。伊拉克总理马利基谴责沙特宗教当局。总部设在黎巴嫩的伊斯兰激进组织真主党也谴责了对西斯塔尼的语言攻击，称沙特阿拉伯的神职人员的讲话是“不吉利的”，同时赞扬西斯塔尼是什叶派伊斯兰“最重要的宗教参考”之一。

## 诺贝尔和平奖提名
2014年3月4日，《每日电讯报》评论员科林·弗里曼发表文章，提名阿里·西斯塔尼为最合适的诺贝尔和平奖候选人。他还报告说，他在2006年早些时候被一群伊拉克基督徒提名。
2014年3月8日，《德黑兰时报》报道，伊拉克议会的一些成员宣布，他们打算提名阿里·西斯塔尼为2014年诺贝尔和平奖候选人。
2005年，《纽约时报》贝鲁特和耶路撒冷分社前社长托马斯·l·弗里德曼在《纽约时报》2005年3月20日发表的一篇专栏文章中提议由阿亚图拉·西斯塔尼获得诺贝尔和平奖。

## 与教宗方济各的会晤
教宗方济各在2021年3月6日于大阿亚图拉在纳杰夫的居所与他进行了40分钟的谈话，大部分时间除翻译外别无他人，这场会谈在各方面都经过了精心而艰苦的事前安排，从穿着的鞋到座位的位置，这类细节都经过仔细考量，以确保符合应有的礼节。